# Монтгомери, Александр
Алекса́ндр Монтго́мери (англ. Alexander Montgomerie; около 1545 — 22 августа 1598) — шотландский поэт, полководец и придворный.
Родился в шотландской области Эршир (Ayrshire).
Монтгомери был другом короля Иакова (Якова) VI.
Автор аллегорической поэмы «Вишня и Тёрн» (англ. The Cherrie and the Slae, около 1584), многочисленных сонетов. Вошёл в историю англоязычной поэзии как создатель четырнадцатистрочной «строфы Монтгомери».
Значительная часть поэтического наследия Монтгомери переведена на русский язык С. А. Александровским.

## Издания на русском языке
- Александр Монтгомери. Вишня и Тёрн. Сонеты. Перевод Сергея Александровского. Составитель и научный редактор Евгений Витковский. — М.: Водолей Publishers, 2007. — 232 с. ISBN 5-902312-98-1